# Train touristique PGVS
 (novembre 2021).
Le train de la Pointe de Grave le Verdon - Soulac ou PGVS est un train touristique géré par un Syndicat Intercommunal à Vocation Unique entre les communes de Le Verdon-sur-Mer et de Soulac-sur-Mer. Il relie les gares de la Pointe-de-Grave-PGVS à la Gare de Soulac Les Arros-PGVS.

## Histoire

### 1920-1945
La première ligne fut construite dans les années 1920. Elle reliait la Pointe de Grave à la plage des Arros et avait pour but d'acheminer les pierres pour la construction et le renforcement des digues. Le tracé se prolongeait au fur et à mesure de la construction. On peut aujourd'hui apercevoir les restes de rails sur les édifices.
Pendant la Seconde Guerre mondiale, la ligne fut utilisée par l'armée allemande pour la construction du Fort des Arros, bloc important du Mur de l'Atlantique.

### L'après-guerre et son utilisation commerciale
Entre la fin de la Seconde Guerre mondiale et 1986, la ligne est laissée à l'abandon.
En 1986, le tracé de la ligne est revu et les voies sont réaménagées. La ligne relie alors la gare de la Pointe de Grave-PGVS à son nouveau terminus : La gare de Soulac Les Arros-PGVS. Un syndicat intercommunal à vocation unique entre les communes de Soulac-sur-Mer et de Le Verdon-sur-Mer est créé et est chargé d'assurer une liaison estivale entre les deux gares.

## Matériel roulant
Le matériel est composé de deux locomotives en service et de deux "baladeuses" (plateaux découverts).
Lors de son fonctionnement en service commercial, le convoi est composé d'une locomotive en tête, de deux baladeuses et d'une locomotive en queue, la voie ne possédant pas de boucle de retournement.

### Locomotives
Les deux locomotives en service sont des Draisines DU 65. Elles peuvent accueillir 15 personnes et un machiniste. Elles ont été rachetées à la SNCF en 2014 et servaient à la manutention et à l'aménagement des voies en tractant des grues. Elles sont décorées de jaune et de rouge et portent le logo "P.G.V.S" à l'avant.
Jusqu'à leur vente en hiver 2017, le Syndicat possédait aussi 3 autres draisines plus anciennes. Elles servaient de banque de pièce et étaient entreposées à l'entrée du dépôt.

### Baladeuses
Les deux baladeuses ont été fabriquées par le PGVS. Elles peuvent accueillir 24 personnes. Elles sont peintes en rouge.

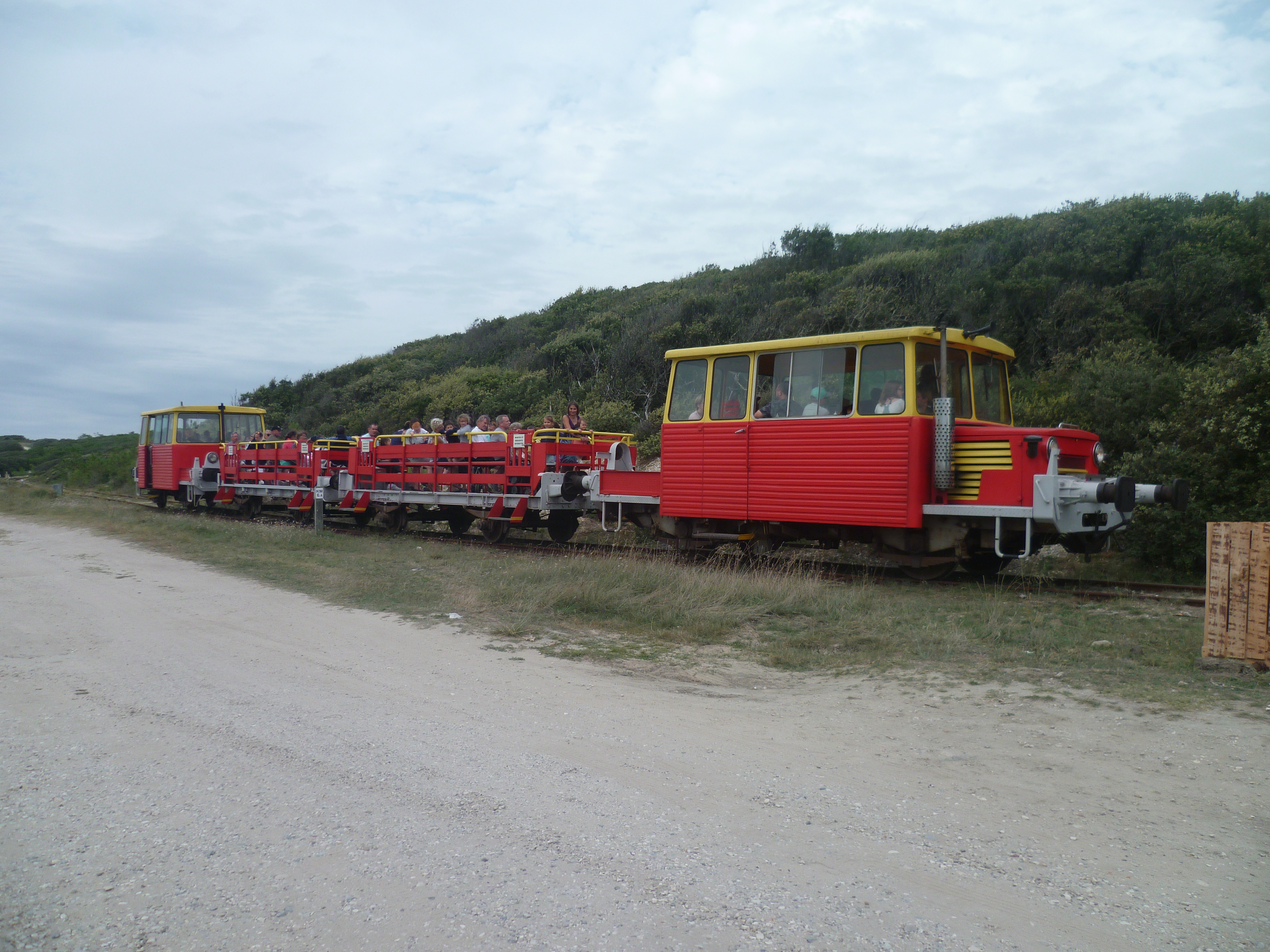
Un train à Soulac-sur-Mer.
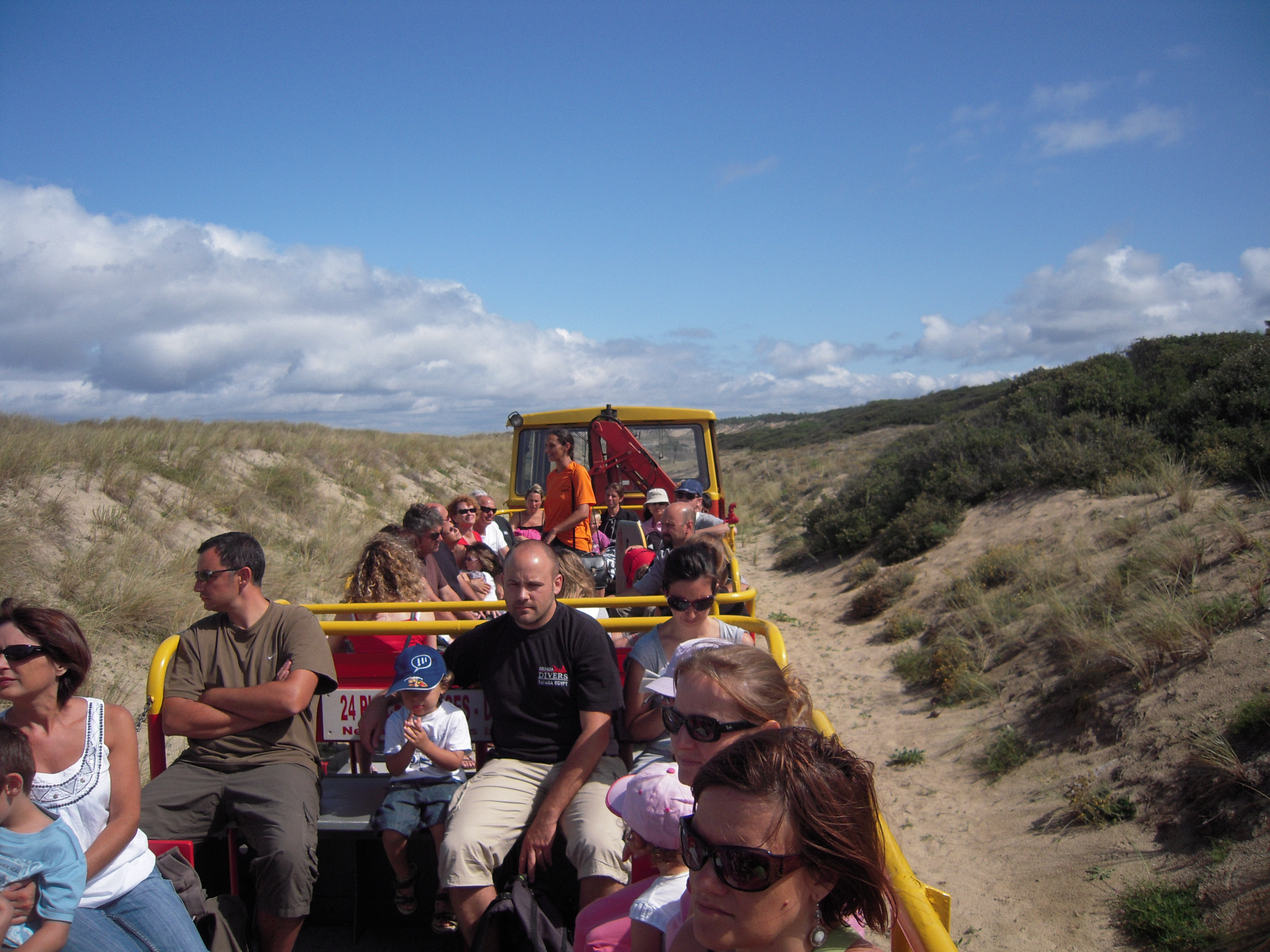
Un train dans les dunes.

## Exploitation actuelle
Le train circule en juillet et en août uniquement avec 7 départs par jour dans chaque gare de 10 h (Départ Pointe-de-Grave) à 18 h 30 (Départ Soulac Les Arros). Le trajet dure 25 minutes avec un départ toutes les heures. Il circule également avec 3 départs par jour dans chaque gare à partir de la mi-juin et jusqu'à la mi-septembre, les vendredi, samedi et dimanche.